# Ричард Донер
Ричард Донер (енгл. Richard Donner), право име Ричард Доналд Шварцберг (енгл. Richard Donald Schwartzberg; Бронкс, 24. април 1930 — 5. јул 2021) био је амерички филмски стваралац чија су запажена дела укључивала неке од финансијски најуспешнијих филмова током ере Новог Холивуда.  Према речима историчара филма Мајкла Барсона, Донер је био „један од најпоузданијих холивудских креатора акционих блокбастера“.  Његова каријера трајала је више од 50 година, укрштајући више жанрова и филмских трендова.
Донер је почео 1957. као телевизијски редитељ. До 1960-их, Донер је режирао епизоде серија The Rifleman, The Man from U.N.C.L.E., Бегунац, Зона сумрака и многе друге. На филму је дебитовао са нискобуџетном авијацијском драмом X-15 1961. године, али је свој критички и комерцијални пробој имао хорор филмом Предсказање 1976. године. Режирао је знаменити суперхеројски филм Супермен из 1978. године   који је инспирисао жанр фантастичног филма да би на крају стекао уметнички углед и комерцијалну доминацију. Донер је касније наставио да режира филмове 1980-их, као што су Гуниси и Божићни духови, док је серијалом Смртоносно оружје поново оснажио жанр филма о полицајцима-партнерима.
Донер и његова супруга Лорен поседовали су своју продукцијску компанију The Donners' Company (раније Donner/Shuler Donner Productions), најпознатију по ко-извршној продукцији франшиза Слобода за Вилија и Икс-мен . Донер је такође продуцирао телевизијску серију Tales from the Crypt и коаутор неколико стрипова за издавача Супермена DC Comics . Године 2000. Донер је добио Председничку награду од Академије научне фантастике, фантастике и хорор филмова .